# Stok (Gronów)
Stok – osada wsi Gronów w Polsce, położona w województwie lubuskim, w powiecie świebodzińskim, w gminie Łagów, oraz na drodze krajowej nr 92.
Do 1945 r. wieś funkcjonowała jako niewielka osada skupiona wokół folwarku. W latach 1975–1998 osada należała administracyjnie do województwa zielonogórskiego.
W roku 2009 dawny folwark został całkowicie zniszczony, zaś na jego miejscu rozpoczęto budowę kompleksu usługowo-hotelowego, w skład którego wchodzą: motel, market spożywczo-przemysłowy oraz stacja benzynowa. Kompleks częściowo został oddany do użytku w 2010 roku (stacja benzynowa oraz market, a w 2011 motel).
W odległości około 0,5 km od wsi przebiega autostrada A2.
We wsi Stok występują duże skupiska drzew kasztana jadalnego (Castanea sativa Mill).